# Kinjirō Sekine
Pour les articles homonymes, voir Sekine.
Kinjirō Sekine est un  joueur de shogi japonais né le 23 avril 1868 et mort le 12 mars 1946. Il fut le treizième Meijin (« grand maître ») du shogi désigné à vie (en 1921). Il est considéré comme un des fondateurs du shogi moderne avec la création de la fédération japonaise de shogi (en 1927) et du premier tournoi annuel de désignation du Meijin (1935-1937).

## Biographie
Kinjirō Sekine est né le 23 avril 1868 dans le village de Higashihojuka dans le comté de Katsushika de la province de Shimōsa (aujourd'hui dans la ville de Noda, préfecture de Chiba). En 1897, il obtint le grade de 6e dan. En 1898, après une vacance de cinq ans, le titre de (douzième) Meijin à vie fut décerné à Gohei Ono. Bien que Ono fut reconnu comme le meilleur joueur de l'époque, Sekine, alors seulement sixième dan, contesta la décision et envoya une lettre de défi à Ono.
En 1908, Sekine obtint le grade de huitième dan.
À la mort de Gohei Ono, en 1921 à 91 ans, Kinjirō Sekine fut désigné treizième Meijin à vie sans qu'un match ne fut organisé contre ses rivaux Sankichi Sakata (1870-1946) et Ichitaro Doi.
En 1918, à la suite d'une dispute avec Sankichi Sakata, Sekine avait fondé le « Club de shogi de Tokyo ». En septembre 1924, le club de shogi de Tokyo (école de Sekine), l'alliance de shogi (école de Ichitaro Doi) et le groupe d'étude de shogi (de Kumao Osaki) se réunirent pour fonder l'« association de shogi de Tokyo ». Sekine fut nommé président honoraire et Doi son président. En 1927, l'organisation du Kansai rejoignit l'association de shogi de Tokyo pour fonder l'ancêtre de la fédération japonaise de shogi dont Sekine fut nommé président.
En 1929, à la surprise générale, Sekine, âgé de 60 ans, déclara qu'il abolirait la tradition des Meijin à vie et abandonnerait son titre de Meijin à vie. Il publia son projet de décerner le titre de Meijin chaque année à l'issue d'un tournoi organisé en 1935-1937.